# Bulbophyllum singulare
Bulbophyllum singulare är en orkidéart som beskrevs av Rudolf Schlechter. Bulbophyllum singulare ingår i släktet Bulbophyllum och familjen orkidéer. Inga underarter finns listade i Catalogue of Life.